# Fol·licle ovàric
Un fol·licle ovàric és una agregació cel·lular aproximadament esferoidal que es troba als ovaris. Segrega hormones que influeixen en les etapes del cicle menstrual. En el moment de la pubertat, les dones tenen aproximadament entre 200.000 i 300.000 fol·licles, cadascun amb el potencial d'alliberar un òvul durant l'ovulació per a la fecundació. Aquests òvuls es desenvolupen una vegada cada cicle menstrual amb uns 450-500 ovulats durant la vida reproductiva d'una dona.

## Estructura
Els fol·licles ovàrics són les unitats bàsiques de la biologia reproductiva femenina. Cadascun d'ells conté un únic oòcit (òvul immadur). Aquestes estructures s'inicien periòdicament per créixer i desenvolupar-se, culminant amb l'ovulació d'un sol oòcit competent en humans. També estan formats per cèl·lules de la granulosa i teca del fol·licle.